# 広田良吾
広田 良吾（ひろた りょうご、1932年2月1日 - 2015年1月17日）は、日本の数学者、物理学者、工学者。専門は非線形波動、差分学、離散可積分系。非線形偏微分方程式を双線形化し直接的に解く独自の手法は非常に有名であり、その名を冠して広田の方法と呼ばれる。

## 略歴
- 1954年　九州大学理学部物理学科卒業
- 1956年　九州大学大学院理学研究科修士課程修了
- 1957年-1961年 ノースウェスタン大学　フルブライト留学生、Ph.D(1961年) Ph.D Thesis "Functional Integral Representation of the Grand Partition Function"

- 1961年10月-1962年3月 湯川記念財団奨学生
- 1962年 RCA基礎研究所研究員
- 1974年 立命館大学理工学部助教授
- 1975年 立命館大学理工学部教授
- 1977年 広島大学理工学部教授
- 1991年 早稲田大学理工学部教授
- 2002年 早稲田大学名誉教授

## 著書
- 『無限・カオス・ゆらぎ』（培風館、1985年、寺本英、武者利光、山口昌哉との共著）
- 『REDUCE入門』（サイエンス社、1989年、現広島大学工学部助教授・伊藤雅明[1]との共著）
- 『直接法によるソリトンの数理』（岩波書店、1992年）
- 『情報数理シリーズ　差分学入門―情報化時代の微積分学』（培風館、1998年）
- 『差分方程式講義』（サイエンス社、2000年）
- 『差分と超離散』（共立出版、2003年、現早稲田大学理工学部教授・高橋大輔[2]との共著）

## 代表的な論文
- R. Hirota, J. Phys. Soc. Jpn. 43 (1977) 4116-4124.
- R. Hirota, J. Phys. Soc. Jpn. 43 (1977) 2074-2078.
- R. Hirota, J. Phys. Soc. Jpn. 43 (1977) 2079-2086.
- R. Hirota, J. Phys. Soc. Jpn. 45 (1978) 321-332.
- R. Hirota, J. Phys. Soc. Jpn. 46 (1979) 312-319.